# Крістіан Байо
Крістіан Байо (12 квітня 1991) — пуерториканський плавець. Учасник Чемпіонату світу з водних видів спорту 2017, де на дистанції 400 метрів вільним стилем посів 34-те місце і не потрапив до фіналу. Учасник Чемпіонату світу з водних видів спорту 2019, де на дистанції 400 метрів вільним стилем посів 32-ге місце і не потрапив до фіналу.